# Persecuzione dei cristiani
(Papa Francesco, Angelus, 15 marzo 2015)

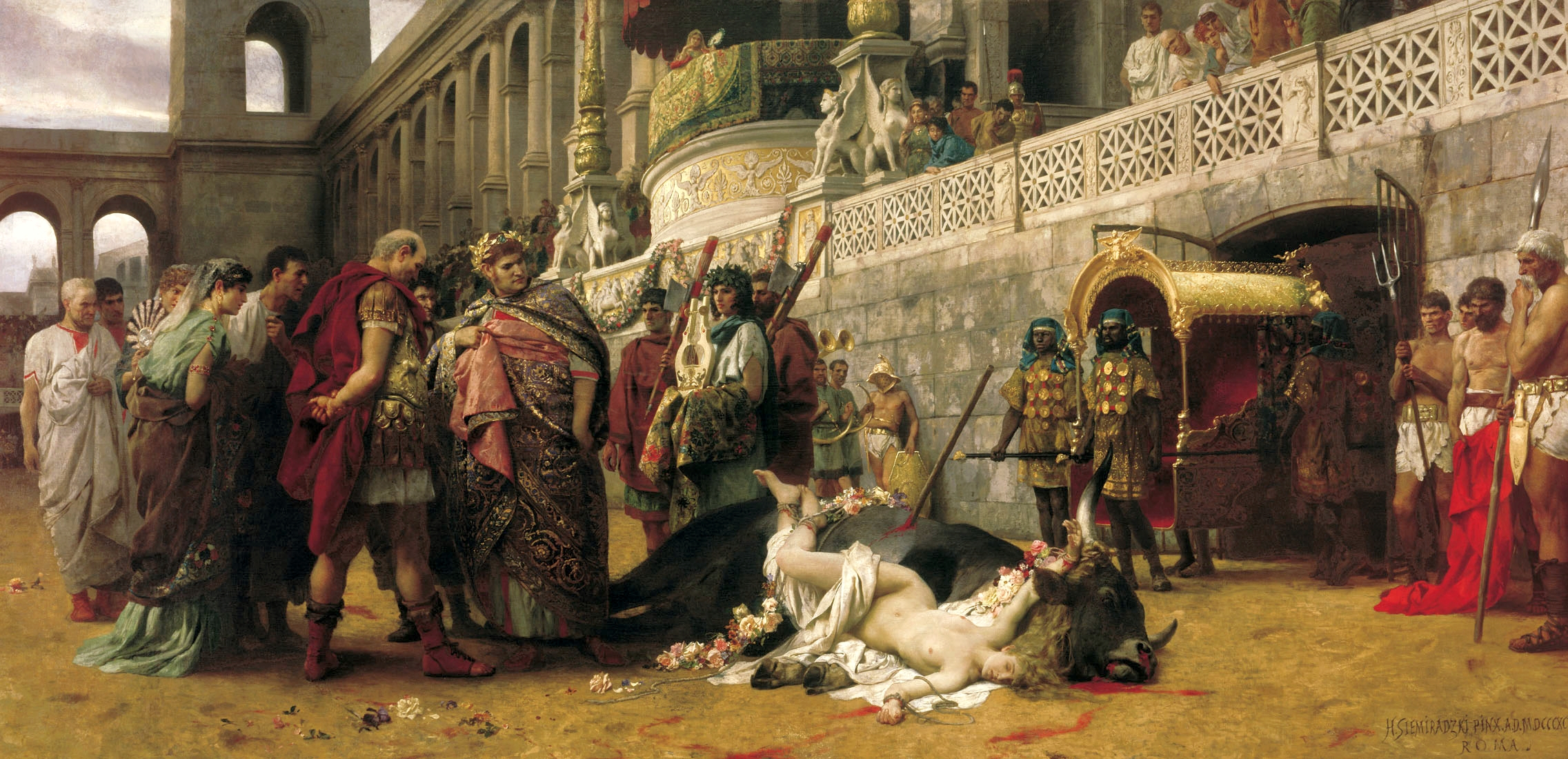
Una Dirce cristiana, dipinto di Henryk Siemiradzki: una donna cristiana viene martirizzata sotto Nerone in questa rievocazione del mito di Dirce (1897, Museo nazionale di Varsavia).

Le persecuzioni dei cristiani sono un fenomeno oppressivo contro comunità e persone di fede cristiana, avvenute in diversi periodi storici e tutt’oggi registrate in varie circostanze e luoghi. Secondo un rapporto del "World Watch List 2024" sono circa 365 milioni i cristiani perseguitati in vario modo nel mondo, specie in Africa e in Asia.
Nel corso della storia i cristiani morti per la loro fede sono stimati in circa settanta milioni, di cui quarantacinque milioni solo nel XX secolo.

## Storia delle persecuzioni

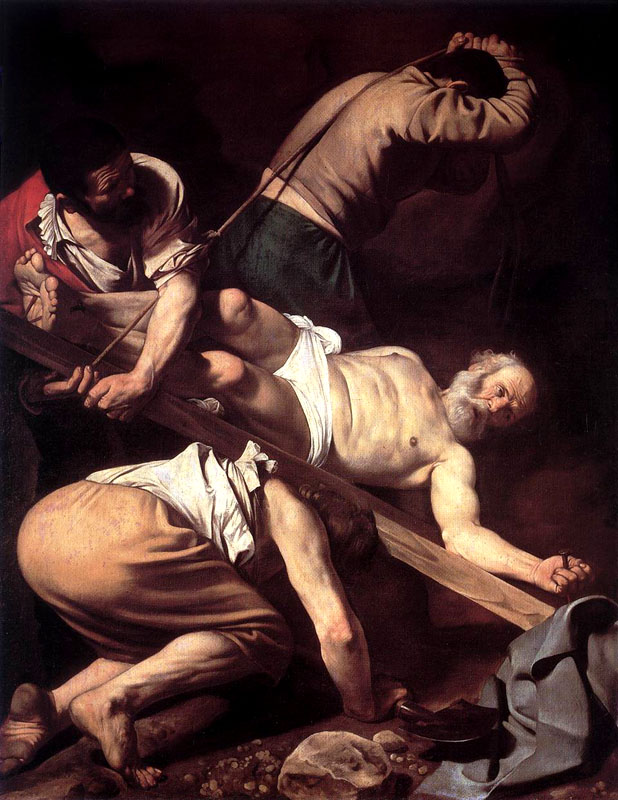
Crocifissione di San Pietro, Caravaggio (1600-1601), Basilica di Santa Maria del Popolo, Roma.

### Prime persecuzioni
Le prime comunità cristiane incontrarono presto l'ostilità del mondo esterno. Le notizie che ci sono giunte sui primissimi anni del cristianesimo provengono principalmente dal Nuovo Testamento. Secondo quanto riportato dagli Atti degli Apostoli, in particolare, le autorità ebraiche di Gerusalemme avversarono fin dall'inizio i primi cristiani e tentarono con vari mezzi di impedirne la predicazione. Tra le vittime di queste prime persecuzioni vi furono Stefano, lapidato per blasfemia per aver affermato la divinità di Cristo (Atti 6,8-7,60), e l'apostolo Giacomo il Maggiore, fatto giustiziare dal re Erode Agrippa (Atti 12,1-2), mentre Pietro si salvò fuggendo da Gerusalemme. Anche in altre città, dentro e fuori dalla Palestina, le comunità ebraiche preesistenti si opposero alla diffusione del cristianesimo e Paolo in particolare ne fu spesso il bersaglio: nelle sue lettere racconta di essere stato più volte frustato, bastonato e una volta lapidato. Quest'ultimo prima di diventare Cristiano era un membro della setta dei Farisei, come egli stesso amava definirsi, ed era un accanito persecutore della Chiesa nascente. Un giorno, recatosi a Damasco portando con sé le lettere che lo autorizzavano a imprigionare tutti i Cristiani della città e portarli legati a Gerusalemme egli ebbe una visione di Gesù Cristo che disse «Saulo, perché mi perseguiti?». Dopo questo evento divenne un Cristiano e cominciò il suo ministero che lo porterà ad essere definito come "l'Apostolo delle genti".
Le persecuzioni ebraiche nei confronti dei primi cristiani sono confermate dallo storico Flavio Giuseppe, il quale narra che il sommo sacerdote Anano, approfittando della morte del procuratore Porcio Festo, fece lapidare Giacomo il Giusto. La decisione provocò l'ira del nuovo procuratore Lucceio Albino e di re Erode Agrippa II, il quale destituì Anano e nominò al suo posto Giosuè (Flavio Giuseppe, Antichità giudaiche, XX, 200).

### Nell'Impero romano
La persecuzione di Nerone, riportata anche da Tacito, scoppiò nel 64 quando i cristiani furono accusati di avere appiccato il Grande incendio di Roma che distrusse gran parte della città. In questa persecuzione furono uccisi gli apostoli Pietro e Paolo.
Nei successivi due secoli e mezzo il cristianesimo rimase sempre formalmente una religione illecita punibile con le massime pene: i suoi fedeli venivano accusati, in particolare, di empietà in quanto si rifiutavano di compiere i sacrifici, obbligatori per legge, agli dei della religione romana ufficiale. Rispetto a questa il cristianesimo appariva una forma di "ateismo", in quanto rinnegava ogni divinità tradizionale; si trattava quindi di una minaccia alla pax deorum ed alla stessa autorità dell'imperatore che doveva garantirla. Altri vi vedevano una superstitio, cioè una devozione irrazionale venata di magia, come altre che erano parimenti perseguitate o lo erano state. La volontà di liquidare il Cristianesimo, considerato una "deleteria superstizione", emerge comunque dalla testimonianza di Plinio il Giovane che, in relazione alle persone accusate di essere cristiani e interrogate sotto tortura, scrive: «se perseveravano, ordinavano che fossero messi a morte».

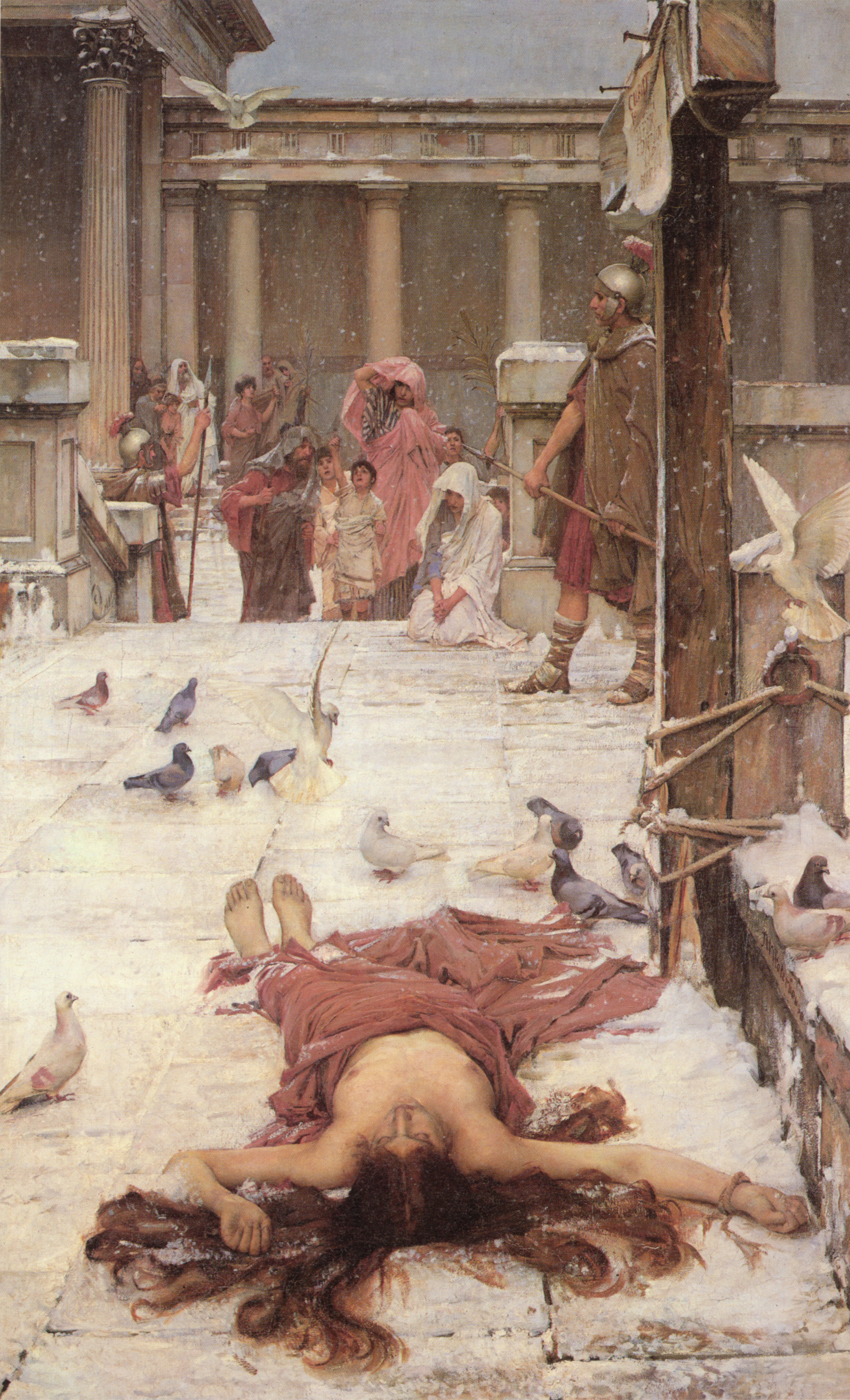
Santa Eulalia Diyoh, J. W. Waterhouse (1885), Tate Britain, Londra.

Tuttavia fino al 250 non furono ricercati attivamente: questo consentì la diffusione del cristianesimo, ma in comunità semiclandestine che, anche per le particolari norme morali e familiari, erano oggetto di una accesa intolleranza popolare. Le persecuzioni consistevano per lo più in attacchi violenti, più o meno assecondati dalle autorità locali, verso i cristiani fatti capri espiatori di qualcosa.
Salito al trono in un periodo di grave crisi per l'impero, Decio nel 250 volle invece costringere ogni cittadino dell'impero, pena la morte, a professare devozione agli dèi pagani ed implicitamente all'imperatore, in primis i cristiani che erano ormai molto numerosi, soprattutto nelle regioni orientali dell'impero. Molti furono i martiri, ma molti di più furono i lapsi che cedettero alla forza. Anche la persecuzione di Valeriano si concluse in tempi brevi, ma si caratterizzò per l'attacco mirato ai leader delle comunità ed ai loro beni, segno della floridità economica acquisita. Partita nel 303 sulla stessa linea, la "grande persecuzione" voluta da Diocleziano diventò violenta nel 304, ma non in tutto l'impero. Fu proseguita principalmente da Galerio fino al 311. Lo stesso Galerio, con l'Editto di tolleranza, e Costantino I con l'editto di Milano del 313 ordinarono la cessazione delle persecuzioni, che tuttavia ebbero ancora strascichi con Licinio.
Le stime sul numero complessivo di cristiani uccisi si basano principalmente su fonti agiografiche del tempo e sono quindi materia di dibattito tra gli studiosi: si ritiene comunque che le vittime siano state migliaia.

### Altre persecuzioni antiche
Nel 338 un intensificarsi nelle ostilità in corso tra la Persia sasanide e l'Impero romano sfociò in persecuzioni nei confronti dei cristiani da parte dei persiani. I cristiani furono percepiti come potenziali traditori perché amici di una Roma ormai cristianizzata dopo Costantino e nei decenni successivi migliaia di loro, denominati oggi martiri persiani, persero la vita.
Nel III e IV secolo i missionari cristiani, e più di tutti Ulfila, convertirono i Goti alla cristianità ariana che i Goti vedevano come un attacco alla loro religione e cultura. Il re visigoto Atanarico avviò tra il 369 e il 372 una persecuzione dei cristiani, molti dei quali vennero uccisi.
Nel 429 i Vandali, anch'essi ariani, conquistarono l'Africa Romana, perseguitando i cristiani non ariani. Durante il regno di Unnerico, re dei Vandali dal 477 al 484, una terribile persecuzione causò la morte di 4.966 martiri, tra i quali i vescovi Felice e Cipriano.
In seguito all'espansione del domino arabo e della religione islamica, i cristiani vennero sottoposti nelle terre conquistate allo status di "dhimmi" a cui venne concesso il permesso di praticare la propria fede individualmente, ma al prezzo di diverse discriminazioni sociali e giuridiche. Non mancarono nel corso dei secoli numerosi episodi di martirio e persecuzione.

### Persecuzioni tra cristiani
I primi scontri tra cristiani avvennero nel IV secolo, quando si diffusero posizioni dottrinali, poi rifiutate come eretiche dalla Chiesa cattolica, come l'Arianesimo: molto spesso il potere politico si schierò a favore di una posizione, reprimendo chi sosteneva le posizioni contrarie.
Durante il Medioevo avvennero diversi episodi più o meno circoscritti di repressione di movimenti eretici: si possono citare i casi dei Valdesi, degli Hussiti, e quello di fra Dolcino, nominato anche da Dante. Per il più noto e importante movimento ereticale medievale, quello dei Catari fu indetta una vera e propria crociata. Strettamente parlando non si può parlare di persecuzione dei cristiani, in quanto la dottrina catara era così distante da quella cristiana da configurarsi come una religione a sé stante.
Successivamente alla Riforma protestante quando, con la Pace di Augusta, nel 1555 cessarono le guerre di religione e si affermò il principio "Cuius regio, eius religio", avvennero in alcune parti d'Europa numerosi episodi di persecuzione in tutte le direzioni: vi furono protestanti perseguitati dai cattolici, cattolici perseguitati dai protestanti, e anche diverse confessioni protestanti che si perseguitavano fra loro. Come esempi di questi tre casi si possono citare la strage di san Bartolomeo, avvenuta in Francia durante la guerra civile tra cattolici e ugonotti Nella notte di San Bartolomeo furono uccisi circa 30.000 ugonotti in Francia di cui 6000 solo a Parigi; la persecuzione dei cattolici in Inghilterra e Irlanda nel XVI e XVII secolo, tra le cui vittime vi furono Thomas Moore e numerosi Gesuiti; e la repressione dei puritani da parte della Chiesa anglicana, sempre in Inghilterra, che portò i Padri Pellegrini ad emigrare in America, dove fondarono il primo nucleo delle colonie che divennero gli Stati Uniti.

### Nell'età moderna
In epoca moderna, i cristiani sono stati perseguitati in diverse nazioni. Spesso, soprattutto al di fuori dell'Europa, essi venivano repressi anche perché considerati portatori di un'"influenza straniera" che si vedeva come una minaccia al potere costituito o alla struttura tradizionale della società. Questo è il caso, ad esempio, del Giappone nel XVII secolo, dove cristiani vennero crocifissi in pubblico: la persecuzione terminò nel 1637 con la ribellione di Shimabara, dove furono uccise 40 000 persone. Da allora solo un piccolo numero di cristiani continuò a praticare in segreto in Giappone. Da considerare è certamente il genocidio armeno e il genocidio assiro, che fu uno sterminio di cristiani fatto da seguaci di Maometto.

### Rivoluzione francese

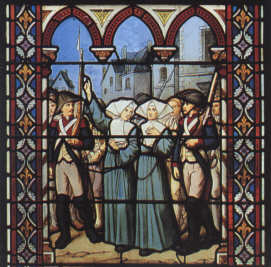
Avrillé, due suore condotte all'esecuzione nel 1794.

Il primo caso fu quello della Rivoluzione francese: qui la persecuzione del cristianesimo si inquadrò in un più generale tentativo di sradicare completamente tutte le tradizioni dell'Ancien Régime, con aspetti singolari come il culto della "dea Ragione" o la sostituzione dei nomi dei mesi del calendario.
L'assoggettamento della Chiesa cattolica da parte dello Stato francese si ebbe con Costituzione civile del clero, una legge che imponeva ai sacerdoti di giurare fedeltà alla Repubblica e rinnegare la Chiesa di Roma, per costituire una Chiesa nazionale alle dipendenze del potere politico. I "preti refrattari", cioè coloro che rifiutarono il giuramento (la grande maggioranza), potevano essere passibili anche di pena di morte ed infatti alcuni furono ghigliottinati. I conventi vennero chiusi e i religiosi dispersi.
La difesa del cristianesimo costituì una delle motivazioni dell'insurrezione armata della Vandea (1793), che dopo alcuni anni di scontri fu repressa con estrema violenza dall'esercito rivoluzionario. Questa repressione, le cui vittime furono circa 117.000, viene considerata da alcuni studiosi uno dei primi genocidi della storia moderna. Solo di recente la repressione della Vandea ha cominciato a essere concettualizzata come genocidio, definizione questa oggetto in Francia di un acceso dibattito in ambito accademico.

### Il caso messicano

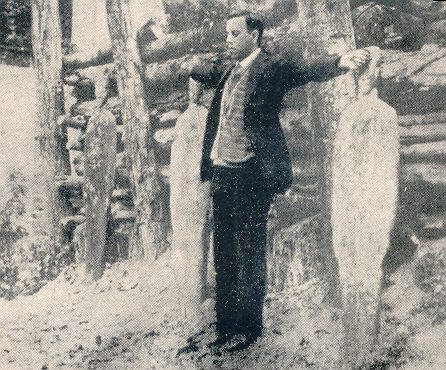
L'esecuzione di Miguel Agustín Pro, nel 1927.

In Messico a partire dalla metà del XIX secolo si affermò una classe politica anticlericale e massonica, che aveva tra i suoi obiettivi quello di distruggere la forte tradizione cattolica del paese. Dopo numerosi episodi di violenza e il varo di leggi che limitavano severamente la libertà religiosa, nel 1926 nella popolazione cattolica prese avvio una rivolta armata, la cosiddetta Cristiada: gli insorti riuscirono ad organizzare un vero e proprio esercito che giunse a contare anche 50.000 uomini. La Cristiada durò fino al 1929; seguì un periodo di dura repressione, nel quale i sacerdoti fedeli a Roma venivano ricercati e fucilati.

### Nazismo e fascismo

#### Nazismo
Il Nazionalsocialismo attuò una politica ambivalente; fece accordi e patti con la religione luterana (prevalente in Germania) e a seguito di essi costituì pastori di "fede nazista". A questo si oppose una parte minoritaria evangelica che viene dagli storici definita "Chiesa confessante". Questa, in gran parte clandestina, subì fortissime persecuzioni ed ebbe i suoi martiri, tra i quali il più noto è Dietrich Bonhoeffer. Lo scontro tra la Chiesa cattolica e Nazismo, assopito dal concordato tra Santa Sede e Terzo Reich del 20 luglio 1933, diventò sempre più aperto e frontale. Pio XI nell'enciclica Mit brennender Sorge (con bruciante preoccupazione), del 1937 aveva dichiarato l'inconciliabilità della fede cristiana con la divinizzazione della razza germanica, del popolo tedesco e del Führer. E così, se la "soluzione finale" nei confronti degli Ebrei ebbe per i Nazisti una priorità rispetto al trattamento da riservare alla Chiesa cristiana, l'eliminazione di questa era "l'ultimo grande compito" che Hitler si riservava per il dopoguerra (come sappiamo dalle registrazioni di Bormann e dalle confidenze fatte ai gerarchi più vicini). Nel 1941, in una circolare indirizzata ai gauleiter (ed allegata agli atti d'accusa a Norimberga), Martin Bormann espresse con chiarezza l'assoluta incompatibilità tra cristianesimo e nazionalsocialismo.
Già nel giugno 1934 in Germania era cominciata l'eliminazione fisica di membri della Chiesa distintisi per la loro opposizione al nazismo come Erich Klausener, Adalbert Probst, Fritz Beck e Fritz Gerlich. Le persecuzioni, gli arresti, le condanne a morte, le deportazioni in campo di concentramento dei cristiani continuarono con violenza distruttrice fino alla fine del regime nel maggio 1945. Giovanni Paolo II, citando Jakob Gapp, concordava con lui nel vedere in questa contrapposizione tra Cristianesimo e Nazismo un'espressione visibile della lotta apocalittica tra Dio e Satana. Padre Jakob Gapp, religioso austriaco, fu ghigliottinato dai nazisti il 13 agosto 1943.
Col dilagare della Seconda guerra mondiale e le occupazioni naziste morì per mano dei tedeschi anche un grande numero di preti, suore e religiosi. Diversi sacerdoti sono stati deportati e uccisi nei campi di concentramento: il più famoso di questi è Massimiliano Kolbe. A Buchenwald il sacerdote austriaco Otto Neururer, per aver battezzato un prigioniero, venne sospeso a testa in giù a una trave finché, dopo due giorni di agonia, morì (30 maggio 1940). A Mauthausen padre Edmund Kalas, polacco, aveva allontanato una guardia tedesca da un prigioniero che stava uccidendo a calci; la reazione fu feroce: il sacerdote venne fatto lapidare dagli stessi prigionieri (7 giugno 1943). Durante l'occupazione nazista di Roma (1943-1944), lo stesso papa Pio XII rischiò di essere deportato in Germania: il piano tedesco prevedeva di relegarlo in un monastero del Wartburg oppure nel Liechtenstein.
È innegabile, dunque, che durante i dodici anni di vita del Terzo Reich, la Chiesa dovette subire restrizioni e vessazioni perché giudicata ostile dal governo nazista. Durante il processo di Norimberga uno dei capi d'accusa imputati ai gerarchi nazisti era la persecuzione religiosa. L'accusa dichiarò infatti: «Essi ( I cospiratori nazisti) hanno dichiarato il loro obiettivo di eliminare le chiese cristiane in Germania e hanno perciò cercato di sostituirle con le istituzioni e le credenze naziste; in ordine di ciò hanno perseguito un programma di persecuzione di sacerdoti, chierici e membri di ordini monastici che essi ritenevano opporsi ai loro intenti, ed hanno confiscato le proprietà della chiesa».I nazisti, come documentato a Norimberga, erano intenzionati a distruggere l'influenza della chiesa nella società e si adoperarono a far chiudere scuole, giornali e associazioni cattoliche, a licenziare i religiosi dalle scuole pubbliche, a togliere i crocifissi dagli edifici, a limitare i pellegrinaggi, a confiscare monasteri e a proibire la pubblicazione di articoli a carattere religioso. «Più di un terzo del clero secolare e un quinto circa del clero regolare, ossia più di 8000 sacerdoti furono sottoposti a misure coercitive (arresti illegali, prigione, campi rieducativi...), 110 morirono nei campi di concentramento, 59 furono giustiziati, assassinati o perirono in seguito ai maltrattamenti ricevuti». Dal conteggio sono ovviamente esclusi i laici vicini alla Chiesa e si riferiscono alla sola Germania e non a tutti i territori occupati, dove la persecuzione contro la chiesa fu ancora più tragica (in particolare, nella regione del Warthegau, in Polonia, dove la politica contro la Chiesa attuata dal Gauletier locale, Arthur Greiser, rappresentò una sorta di "laboratorio sperimentale", nella futura politica dei nazisti riguardante la religione).
Tutte le confessioni cristiane furono oggetto di persecuzione, arresto e deportazione; tra queste, quella dei testimoni di Geova venne duramente perseguitata dai nazisti. Circa 4200 credenti furono internati nei campi di concentramento: le vittime furono circa 1600, delle quali 370 uccise per esecuzione, mentre le altre morirono di stenti.

#### Fascismo
In Italia, dopo il 1929 e i Patti Lateranensi, il fascismo attuò sempre più forti politiche e disposizioni persecutorie contro alcune denominazioni e chiese non cattoliche cristiane, tra cui i Pentecostali che, a causa della credenza del battesimo nello Spirito Santo e il parlare in altre lingue, vennero classificati come malati di mente in seguito a una "perizia" del professor Osvaldo Zacchi commissionata dal regime. Il regime emanò nel 1935 anche una circolare del ministro fascista Guido Buffarini Guidi, che prevedeva la chiusura di ogni attività di culto per i credenti pentecostali in tutta l'Italia; le attività repressive si fecero sempre più intense; molti furono incarcerati o costretti a spostarsi al paese di origine con foglio di via, altri furono condannati ai campi di lavoro forzati, come Ivo Nardi che vi trovò la morte; molti pastori e anziani di chiesa furono perfino condannati al confino. Fidardo De Simone fu ucciso alle fosse ardeatine e Antonio Brunetti morì a Dachau, nelle camere a gas naziste. Anche gli Avventisti e i Testimoni di Geova furono colpiti dal Fascismo: fin dal 1928 fu vietata la diffusione della rivista "Torre di Guardia", e decine di "testimoni" lo furono anche duramente; molti furono inviati al carcere o al confino per il loro rifiuto alla guerra e perché consideravano il Duce e il Fascismo come "emanazione del Demonio".

### Comunismo

#### Stati comunisti

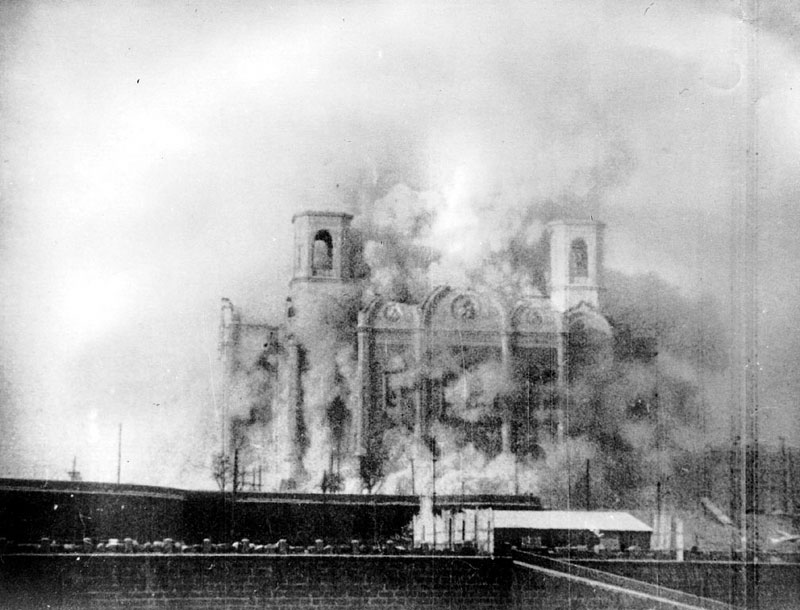
La distruzione della Cattedrale di Cristo Salvatore a Mosca, nel 1931.

La persecuzione dei cristiani è stata una costante negli Stati comunisti, iniziando dalla Russia nel 1918 per proseguire, dopo la Seconda guerra mondiale, in molti paesi dietro la cortina di ferro. Ai cristiani di quei paesi, costretti alla clandestinità, si usava riferirsi con l'espressione Chiesa del silenzio.
Nikolaj Bucharin (1888 - 1938) nella sua opera L'ABC del comunismo (1919) dichiarò che "la religione e il Comunismo sono incompatibili sia in teoria che in pratica". Nel 1931 a Mosca la Cattedrale di Cristo Salvatore, la più grande chiesa ortodossa mai costruita, venne deliberatamente distrutta. Nella Russia sovietica, l'aperta persecuzione contro i cristiani proseguì per buona parte degli anni trenta e si tradusse in numerose uccisioni, torture e deportazioni. Oltre a confiscare i beni ecclesiastici e a chiudere le chiese per convertirle in musei antireligiosi, le autorità tentarono inoltre di guidare un movimento modernista denominato "chiesa vivente", che non trovò però seguito presso la popolazione.
Già nei primi anni con Lev Trockij, commissario del popolo alla Guerra e membro del Politburo furono assassinati 28 vescovi e 1 200 sacerdoti. Nel 1921 Lenin, a capo dello Stato sovietico, approfittando di una terribile carestia che colpì il paese, incrementò la persecuzione contro la Chiesa russa ordinando la confisca di tutti i suoi beni. Ottomila religiosi furono uccisi, migliaia tra vescovi e sacerdoti furono imprigionati ed esiliati senza contare il numero dei fedeli morti mentre difendevano gli oggetti consacrati. Il governo sovietico pose il patriarca di Mosca, Belavin Tichon, agli arresti domiciliari e venne dichiarato decaduto il patriarcato. La persecuzione contro la chiesa con Stalin, successore di Lenin, si fece ancora più accanita: durante gli anni del Grande Terrore venne eliminato il 90% del clero ortodosso.
Nel pieno delle persecuzioni, Pio XI nell'enciclica Divini Redemptoris del 1937 definì il comunismo come un "flagello satanico" che "mira a capovolgere l'ordinamento sociale e a scalzare gli stessi fondamenti della civiltà cristiana" facendo precipitare le nazioni in una barbarie "peggiore di quella in cui ancora giaceva la maggior parte del mondo all'apparire del Redentore". Fu anche emanata la scomunica ai comunisti.
Con il tempo, soprattutto dopo il secondo conflitto mondiale, la dirigenza sovietica prese però atto della persistenza della religione, comunque considerata un nemico dichiarato, e scese a compromessi, concedendo ai fedeli un proprio spazio di libertà, sia pure molto ristretto e soggetto a pressioni.
Tirando le somme si può affermare che la repressione della Chiesa ortodossa in Unione Sovietica nonché persecuzione contro i cristiani tutti è stata violentissima, considerando lo stato ateo dal 1917 al 1992. Secondo alcune fonti 50 000 religiosi sono stati uccisi, molti dei quali torturati in modo brutale e mandati nei gulag durante i governi di Lenin e Stalin. Quasi tutti i seminari vennero chiusi, fu vietata ogni pubblicazione religiosa, abolito l'insegnamento religioso nelle scuole, e nel 1922 vennero proibiti i canti e le celebrazioni religiose perfino all'interno delle abitazioni private.
La persecuzione nei confronti dei cristiani e delle altre religioni venne portata avanti con metodi più o meno brutali ma in modo sistematico anche in tutti gli altri paesi governati dai regimi comunisti che proclamavano l'ateismo di stato. I comunisti iugoslavi massacrarono in massa molti preti: tra questi i Martiri di Široki Brijeg e altri cinquanta nei massacri delle foibe, compreso Francesco Giovanni Bonifacio; 
secondo il cardinale Alojzije Viktor Stepinac, perseguitato e imprigionato, furono trucidati tra i 260 e 270 sacerdoti, inoltre furono chiuse le scuole cattoliche, espropriate le proprietà della Chiesa, requisite le tipografie e violata la libertà di stampa, aggrediti i vescovi ed eliminata la religione dall'insegnamento ufficiale delle scuole. La persecuzione antireligiosa nella Romania comunista colpì tutte le confessioni cristiane
compresa la ortodossa e la cattolica, oltre quella ebraica. In Polonia Jerzy Popiełuszko fu assassinato nel 1984 e la notizia del suo assassinio scatenò un tumulto popolare; in Ungheria il cardinale József Mindszenty fu arrestato due volte: nel 1919 e nel 1948 quando fu pure torturato. Ancora oggi, nei paesi che si proclamano comunisti e dove vige l'ateismo, i cristiani subiscono discriminazioni e violenze a causa del loro credo.
Nella Repubblica popolare cinese i cristiani sono sempre perseguitati da quando tale Stato comunista fu istituito: tutte le confessioni sono viste come una minaccia pericolosa al mantenimento del potere da parte del regime, che tollera solo autorità clericali controllate e sottomesse alle leggi vessatorie dello Stato. Cattolici, protestanti, ortodossi, testimoni di Geova e altri non possono manifestare liberamente il loro credo religioso.
Nella Repubblica Popolare Democratica di Corea non sono ammesse religioni sebbene le religioni in Corea del Nord abbiano avuto un ruolo storicamente importante nel paese.
I cristiani tentano di svolgere un'attività clandestina, ma il rischio di essere individuati, arrestati, torturati e giustiziati è altissimo poiché la persecuzione è strutturata su un controllo capillare dei cittadini tramite polizia e forze militari. Coloro che possiedono una Bibbia sono giustiziati, spesso con esecuzioni pubbliche a prescindere dal fatto che siano cristiani oppure no, infatti accurate ricerche e studi statistici dimostrano che questo Stato comunista perseguita i cristiani più di tutti gli altri Stati del mondo, considerando i primi tre lustri di questo secolo.

#### Comunisti stalinisti in Spagna
In Spagna, durante la guerra civile spagnola, anarchici, socialisti rivoluzionari e comunisti trucidarono migliaia di preti, suore e semplici credenti, che sono ricordati e commemorati come Martiri della guerra civile spagnola: tra questi figurano dodici vescovi. La Chiesa cattolica poi, di tali Martiri, rese 2056 Beati e 11 Santi tra il 1987 e il 2022.

#### Comunisti stalinisti in Italia
In Italia, dopo la fine della seconda guerra mondiale, negli anni quaranta del secolo scorso vi fu la strage dei preti perpetrata da comunisti stalinisti: il sacerdote e storico imolese Mino Martelli calcolò in 110 il numero complessivo di delitti. Il parroco Umberto Pessina venne ucciso nella sua parrocchia in San Martino di Correggio (Italia) nel 18 giugno 1946; il vescovo di Reggio Emilia Beniamino Socche scrisse nel suo diario:
(Dal diario di Monsignor Beniamino Socche)

## Persecuzioni oggi

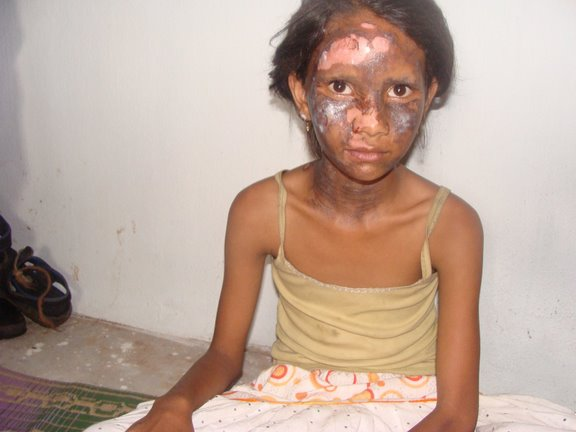
Una giovane con il volto bruciato dopo che una bomba è stata lanciata nella sua casa, durante le violenze anticristiane nello stato dell'Orissa, in India, nel 2008.

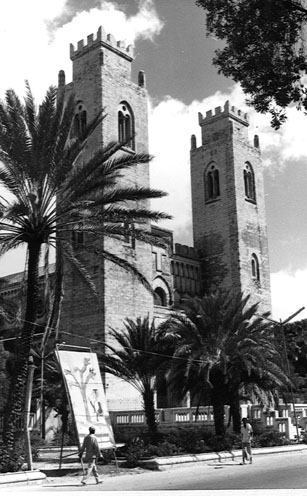
Un'immagine d'archivio della cattedrale di Mogadiscio, distrutta dai fondamentalisti di al-Shabaab nel 2008.

Secondo il quotidiano cattolico Avvenire, dal 2011 i cristiani sono vittime del 75% delle violenze anti-religiose e in Medio Oriente rischiano l'estinzione.Todd M. Johnson e David B. Barrett del Center for the Study of Global Christianity hanno stimato il numero di martiri cristiani in 109.000 all'anno in media nel corso del decennio 2000-2010, considerando la seconda guerra del Congo, che vide cristiani in conflitto contro altri cristiani, come la più grande "situazione di martirio" del decennio (responsabile da sola del 75% delle vittime). Secondo Thomas Schirrmacher dell'International Society for Human Rights, escludendo casi controversi come la guerra in Congo, i martiri cristiani possono essere approssimativamente stimati in 7-8.000 all'anno. Nel 2011 il Parlamento europeo, rilevando come la maggior parte degli atti di violenza religiosa nel mondo siano perpetrati contro cristiani, ha condannato tali attacchi e ha chiesto lo sviluppo di una strategia comune per tutelare la libertà religiosa.
Secondo la World Watch List dell'Associazione Porte Aperte, nel 2015 i primi tre Paesi per persecuzione dei cristiani nel mondo sono stati Corea del Nord, Iraq ed Eritrea, e oltre 7.100 cristiani sono stati uccisi nel mondo a causa della loro fede (4.344 nel 2014).
Attualmente persecuzioni contro i cristiani sono in atto in diversi paesi del mondo, sia ad opera di regimi islamisti o comunisti, sia di organizzazioni fondamentaliste islamiche o indù, con restrizioni governative che impediscono la pratica religiosa, o con attacchi a membri del clero e a singoli fedeli e attentati in luoghi di culto. Anche in paesi a maggioranza buddista sono state registrate violenze e discriminazioni contro i cristiani.
I due continenti nei quali le persecuzioni contro i cristiani sono maggiormente presenti sono l'Africa e l'Asia. In generale nei paesi arabi i cristiani, nonostante in tutto il Vicino Oriente ed in Nordafrica incluso il Sudan costituissero la popolazione originaria, sono oggetto, da parte della popolazione musulmana, di forme di discriminazione più o meno gravi, che negli ultimi decenni hanno portato molti di loro a emigrare o forzati a convertirsi all'Islam. La popolazione cristiana è in calo più o meno pronunciato in tutti i paesi del Vicino Oriente, ed in via di sparizione dall'Iraq. La conversione di musulmani al Cristianesimo è poi vista come un crimine (apostasia) la cui pena è la morte e, anche nei paesi in cui la legge non la vieta apertamente, i convertiti sono spesso oggetto di minacce, vendette, ricatti, linciaggi da parte della popolazione. Alcune organizzazioni monitorano tale fenomeno e redigono da anni un elenco dei 50 paesi nei quali è più pericoloso essere cristiani. Nel dicembre 2018 il Presidente degli Stati Uniti Donald Trump ha firmato una legge di iniziativa congressuale in cui la persecuzione dei cristiani in Siria e Iraq ad opera dell'Isis e di gruppi terroristi affini è definita come un "genocidio".

### Africa
- Algeria: nel giugno 2011 nella Provincia di Béjaïa è stata ordinata la chiusura di sette luoghi di culto evangelici[82]. Dal 2017 inizia una violenta campagna di persecuzione contro i cristiani culminata ora nel 2023 con la chiusura di  42 chiese sulle 46 autorizzate.[83]
- Repubblica democratica del Congo: tra il 12-15 Febbraio 2025 sono stati decapitati 70 cristiani in una chiesa protestante di Maiba, vicino a Lubero, nel Nord Kivu.[84] il 27 luglio 2025 a Komanda, nel nord-est del Paese, una quarantina di persone sono state uccise in una chiesa da miliziani delle Forze Democratiche Alleate (ADF), un gruppo armato attivo nella regione.[85][86]
- Egitto: nel 2011 un attentato nella chiesa dei Santi, ad Alessandria d'Egitto, ha provocato 21 morti[87]. L'episodio si inserisce nel contesto di numerosi attacchi alla chiesa cristiano-copta: nel 2010 un agguato all'uscita della messa di Natale ha provocato otto vittime[88]. La situazione è degenerata ulteriormente il 9 ottobre 2011, quando migliaia di cristiani copti si riuniscono a Il Cairo per manifestare contro l'ennesimo attacco a una chiesa: l'intervento dell'esercito provoca una strage, con più di 20 morti e 200 feriti[89]. L'episodio ha avuto un precedente nel novembre 2010, quando due cristiani sono stati uccisi, e quasi duecento arrestati, durante una protesta per il rifiuto alla costruzione di una chiesa a Giza[90]. Contrasti e prevaricazioni da parte dei musulmani nel paese sono spesso legate alla mancanza di eguaglianza tra moschee e chiese: mentre le prime possono infatti essere costruite ovunque, per le chiese cristiane dei copti, che rappresentano circa il 5-10% della popolazione egiziana, è invece necessario un permesso da parte del Presidente della Repubblica[91].
- Libia: Nel gennaio 2012 viene annunciata la creazione del primo partito islamico libico, che mira alla costruzione del nuovo Stato secondo la sharia, annunciando il rifiuto di trattare con "formazioni in contraddizione con la sharia", la quale proibisce l'evangelizzazione e prevede la pena di morte per "bestemmia" (critica dell'islam) e "apostasia" (conversione ad altra religione).[92]
- Nigeria: la vigilia di Natale 2010 è segnata da una serie di attacchi armati ed esplosivi che causano 86 vittime[93]. La vicenda si ripete l'anno successivo, dove già a novembre sei chiese erano state attaccate a Damaturu, con numerose vittime. In occasione del Natale 2011, cinque attentati sono stati condotti contro chiese cristiane provocando la morte di almeno 39 persone[94]. Nelle settimane successive una serie ulteriore di attentati, realizzati da una setta musulmana con l'obiettivo dichiarato di provocare l'esodo dei cristiani dal nord del paese, ha provocato la morte di altre 28 persone[95]. Gli eventi provocano la fuga di decine di migliaia di cristiani dal nord del paese[96]. L'8 aprile 2012, in occasione della Pasqua, un nuovo attentato con esplosivo vicino a una chiesa a Kaduna ha colpito la Nigeria settentrionale: almeno venti i morti e decine i feriti.[97] Poche settimane dopo, un commando armato ha aperto il fuoco sui fedeli che assistevano a una messa a Kano, causando venti morti e decine di feriti gravi[98]. Il 3 giugno 2012 un attacco condotto da un kamikaze che conduce un'auto imbottita di esplosivo contro una chiesa a Yalwa (Bauchi), nel nord del Paese, causa oltre 15 morti[99] La settimana successiva un duplice attentato, condotto da un kamikaze e da uomini armati contro due chiese durante lo svolgimento di funzioni religiose, ha causato la morte di almeno quattro persone e il ferimento di decine, alcune delle quali in gravissime condizioni. Anche questi attentati sono stati rivendicati dalla setta islamica Boko Haram, che vuole cacciare i cristiani dal Nord del Paese, dove vuole imporre un califfato islamico[100].  Anche nella domenica successiva: nello Stato settentrionale di Kaduna sono state assaltate tre chiese, con almeno 23 morti, compresi diversi bambini, e circa 80 feriti[101]. Il 5 giugno 2022 presso la  Chiesa di San Francesco a Owo, nel sud della Nigeria, ci sono stati oltre 50 morti per mano  dei fulani. Il 13 giugno 2025, nella città di Yelewata, nello stato nigeriano di Benue, sono stati uccisi 200 cristiani da miliziani fulani islamisti[102][103]
- Somalia: nel 1989 fu ucciso il vescovo di Mogadiscio e da allora la sede vescovile è rimasta vacante. Dopo la guerra civile in Somalia, nel 2008 fu rasa al suolo la cattedrale di Mogadiscio: da allora, ogni pratica religiosa diversa dall'islam è proibita. Il 25 settembre 2011 un ragazzo cristiano di 17 anni, rapito, viene decapitato a Oddur da militanti al-Shabaab. Gli stessi estremisti islamici sono responsabili dell'uccisione di donne cristiane a Mogadiscio (7 gennaio 2011), Warbhigly (gennaio 2011), della decapitazione di un altro giovane cristiano il 2 settembre 2011, e dell'uccisione a colpi di arma da fuoco di un giovane cristiano di 21 anni il 18 aprile 2011. Ad essi viene attribuito il rapimento di due volontari spagnoli dal campo profughi di Dadaab il 13 ottobre 2011[104]. Ad oggi sono pochi i cristiani che vivono in Somalia,l'onlus Open Doors  nel suo elenco 2025 mette la Somalia al secondo posto come paese  in cui è più difficile vivere per un cristiano. Essere scoperti cristiani può costare la vita. Molte  famiglie cristiane lasciano il paese[105].
- Sudan: il conflitto tra nord del paese prevalentemente arabo e un sud cristiano e animista ha alimentato da una guerra civile che è durata più di 40 anni e costituisce una delle più gravi situazioni umanitarie esistenti e ha portato all'indipendenza del Sudan del Sud il 9 luglio 2011. Tuttavia questo ha lasciato i cristiani del nord, oltre 1 milione, in una situazione molto precaria. L'8 giugno 2011 uno studente del Seminario di San Paolo è ucciso di fronte alle porte della Missione ONU a Kadugli's al Shaeer. Il 18 luglio, estremisti islamici attaccano la casa del vescovo anglicano Andudu Adam Elnail, al momento fortunatamente assente, con l'intenzione di ucciderlo. Gli attaccanti lasciano una lettera minatoria. Il 5 agosto cristiani che lavoravano alla costruzione della Chiesa Sudanese di Cristo vicino a Khartoum sono aggrediti e gli viene intimato che "il Cristianesimo non è più una religione accettata nel paese".[106] Nel 2014 ha suscitato l'attenzione dei media la vicenda di Mariam Yehya Ibrahim, una donna di 27 anni all'ottavo mese di gravidanza condannata a morte perché ha professato la fede cristiana, nonostante il padre sia musulmano[107]. L’11 ottobre 2024, le SAF(forze armate sudanesi) hanno arrestato 26 cristiani mentre fuggivano dall’area di Al-Ezba/Bahri nello Stato di Khartoum.[108]

### Asia

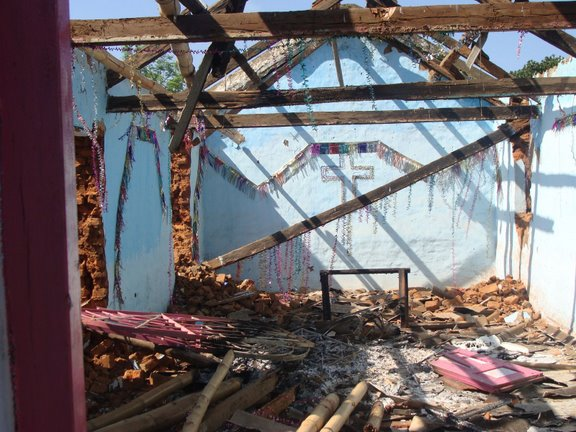
Un edificio religioso distrutto nel corso di violenze in India.

- Afghanistan: la conversione al cristianesimo è ancora punibile con la morte[109]. I cristiani non si radunano pubblicamente e, se sono noti come tali, subiscono pressioni dalla società e dalle istituzioni[110]. Nel 2022 con l'insediamento dei Talebani al potere gli uomini cristiani  rischiano se scoperti la morte. Le donne e ragazze possono salvarsi se date in moglie come a giovani combattenti talebani, altre vengono violentate; il governo talebano ha ottenuto l’accesso a documenti che  identificavano cristiani afghani, che sono stati arrestati e uccisi; molti cristiani sono scappati nei campi  profughi delle nazioni vicine.[111].
- Arabia Saudita: in base alle disposizioni sciaraitiche circa la dhimmitudine, che significa soggezione con umiliazione, è  vietata ogni religione che non sia quella musulmana; la presenza di stranieri cristiani è tacitamente tollerata, ma essi non possono in alcun modo manifestare la propria fede.Il possesso della Bibbia è considerato un crimine. Per i sacramenti e la messa i cristiani quando possono si recano negli altri paesi del vicariato del Nord di cui l’Arabia Saudita fa parte: Bahrein, Kuwait, Qatar[112].
- Bhutan: il processo di transizione democratica, sancito nel 2008 dall'approvazione della Costituzione da parte del parlamento, sta migliorando notevolmente il livello di libertà religiosa nel paese, a maggioranza buddhista. La pratica cristiana è comunque ancora esercitata privatamente, e con discrezione[113].[114] Nel 2010 un cristiano nepalese è stato condannato a tre anni per "tentata promozione di disordini civili" dopo aver proiettato film a contenuto cristiano.
- Brunei: il governo ha legiferato norme penali della sharia applicandole anche ai non musulmani, anche se questi ultimi sono esonerati da alcune sezioni; la sharia si applica anche agli stranieri.[115] Nel 2015 è stato approvato un decreto in cui si dice di celebrare il Natale solo in forma privata. Le attività delle chiese vengono monitorate e condividere a propria fede con persone musulmane è illegale.[116][117]
- Corea del Nord: la dittatura ateo-comunista proibisce qualsiasi appartenenza a gruppi cristiani. Dal 1949 non si hanno più notizie del vescovo di Pyongyang, mons. Francis Hong Yong-ho e di altri 166 sacerdoti. Al 2015, tra i 50 000 e i 70 000 cristiani[118] sono imprigionati a vita nei campi di lavoro forzato insieme agli avversari politici e agli altri wrong-thinkers ("quelli che hanno opinioni sbagliate")[119]. Il 30 aprile 2023 cinque cristiani arrestati perché pregavano  nel  villaggio di Tongam, alla periferia di Sunchin, nella provincia di Pyongan, nel centro del Paese[120].
- Cina: il governo ha istituito una "Chiesa patriottica nazionale", separata da Roma. I cattolici fedeli al Papa sono considerati "agenti di una potenza straniera". Anche se in tempi recenti il governo cinese ha aperto una trattativa con il Vaticano, tuttora continuano le incarcerazioni di sacerdoti e vescovi. Secondo il rapporto pubblicato dall'organizzazione China Aid, nel 2013 le persecuzioni contro i cristiani sono in costante aumento[121]. Nel 2014 il governo cinese ha approntato e iniziato a realizzare un progetto di contrasto alla diffusione del cristianesimo demolendo le chiese e i simboli religiosi cristiani presenti nei territori dov'è maggiore il proselitismo[122]. Anche altre religioni "non autorizzate" vengono duramente represse. Nel 2018 sono stati chiusi centinaia di congregazioni non ufficiali che operano al di fuori della rete ecclesiastica approvata dal governo. In un comunicato ufficiale, 500 dirigenti di chiese “domestiche” hanno denunciato che le autorità hanno rimosso le croci dagli edifici sacri, costretto ad appendere la bandiera cinese e a cantare canzoni patriottiche, vietando inoltre ai minori di frequentare questi luoghi. Nel 2024 nella provincia di Jilin oltre 800 credenti arrestati. L’11 ottobre 2024,  210 persone sono state arrestate solo a Changchun e due persone sono state torturate a morte. [123][124].
- India: molti cristiani sono oggetto di torture ed uccisioni da parte di fondamentalisti indù[125]. Nel 2008 un'ondata di violenza culminata con numerose uccisioni ha costretto 20000 cristiani a cercare riparo in rifugi allestiti nello Stato dell'Orissa[126][127]. Il 14 gennaio 2012 viene pubblicato il rapporto sulle persecuzioni in India dal "Catholic Secular Forum", organizzazione ecumenica fondata da cattolici indiani e sostenuta dal cardinale Oswald Gracias, arcivescovo di Bombay. In esso si afferma che nel 2011 sono stati 2 141 i cristiani colpiti in India da aggressioni, attacchi e persecuzioni, senza contare familiari ed amici, e che le violenze, in gran parte opera di gruppi estremisti indù, sono destinate a crescere nel 2012[128].
Anche il 2015 segna numerosi attacchi violenti contro comunità cristiane:[129] a Delhi numerose chiese cristiane sono attaccate e la chiesa di San Sebastiano distrutta; a marzo la cappella di una scuola cattolica nel Bengala Occidentale viene saccheggiata e una suora violentata; vengono assaltate una chiesa dello Stato del Haryana, la Chiesa di San Giorgio a Bombay, la chiesa dei Santi Pietro e Paolo a Jabalpur viene assalita e una dozzina di fedeli feriti; a Raipur, nello Stato del Chhattisgarh, persone armate di bastoni attaccano una chiesa durante la messa al canto Jai Sri Ram (la vittoria è di Rāma) e feriscono numerosi fedeli.
Nei primi tre mesi del 2016 si sono contati ben 26 incidenti di questo tipo.[129] Secondo l'All India Christian Council, il 2016 si conclude con una frequenza di 40 attacchi al giorno contro istituzioni e persone[130]. Nel 2021, durante una manifestazione “contro le conversioni” svoltasi nel distretto di Surguja, sul palco erano presenti anche figure di spicco del BJP, il partito nazionalista indù del premier Narendra Modi, come ad esempio l'ex presidente della Commissione nazionale per le caste svantaggiate, Nand Kumar Sai, che applaudivano a queste parole dello swami Parmatmanand: “Tenete i bastoni in casa. La gente nelle città non lo fa, ma nei nostri villaggi tiene anche le accette. Decapitateli quando vengono per operare conversioni religiose”[131]. Da gennaio 2022, gli attacchi contro la minoranza sono stati oltre trecento, secondo quanto riferisce Aiuto alla Chiesa che soffre (Acs). Sono state introdotte  leggi anti-conversione varate in otto dei 28 Stati indiani che puniscono con pene fino a 10 anni di cella la scelta di abbandonare l’induismo per un’altra religione[132]. La violenza etno-religiosa è esplosa a maggio 2023, nello stato nord-orientale di Manipur. Migliaia di cristiani sono stati evacuati, molte chiese bruciate e molti credenti sono stati uccisi.  Attacchi contro migliaia di cristiani nello Stato del Chhattisgarh.[133]
- Indonesia: dal 1975 al 30 agosto 1999 la regione di Timor Est, prevalentemente cristiana, è stata occupata dal regime di Suharto nonostante l'opposizione dell'ONU. L'occupazione militare ha provocato 200.000 vittime e 250 000 profughi su una popolazione totale di circa 800-900 000 abitanti.
Nel 1999 iniziano le stragi nell'arcipelago delle Molucche, che causeranno almeno 13 500 vittime e circa 500 000 profughi. Numerosi sono i casi registrati di conversioni forzate, circoncisioni fatte col rasoio e senza anestesia, stupri, infibulazioni, evirazioni, sventramenti e decapitazioni. Ci furono anche distruzioni di chiese, scuole, ospedali, lebbrosari e centri medici.
A Poso tre ragazze furono assalite mentre andavano ad una scuola cattolica e sgozzate. La testa di una di loro fu ritrovata davanti alla chiesa cristiana di Kasiguncu[134][135].
Dal 17 al 19 ottobre 2011 oltre 5 000 abitanti della Nuova Guinea Occidentale si riunirono a Jayapura per il terzo Congresso annuale, cui presenziarono molti leader religiosi. Il 19 ottobre giunsero oltre 3 100 militari in assetto da combattimento: oltre 300 gli arresti, decine i feriti e sei morti[136].
- Iran: le persecuzioni contro i cristiani e altre minoranze religiose hanno conosciuto un crescendo dopo le elezioni presidenziali del 2009: Amnesty International denuncia casi di imprigionamento, anche senza processo. Particolare attenzione presso i media ha destato la vicenda di un ministro di culto cristiano, il pastore protestante Youcef Nadarkhani, che, essendo nato da genitori musulmani, rischia una condanna a morte per apostasia[137]. Nel luglio del 2012 le autorità iraniane hanno deciso la chiusura della Chiesa protestante Immanuel di Teheran. Secondo quanto riportato dal reverendo Sergey Shaverdian, la chiusura della Chiesa sarebbe stata ordinata dall'apparato di intelligence delle Guardie Rivoluzionarie. Va ricordato che, importanti membri della Chiesa,quali il Signor Mehrdad Sajadi e sua moglie e Forogh Dastianpoor, sono stati arrestati nel maggio del 2012[138].
- Iraq: molti cristiani vengono uccisi, perseguitati o costretti ad abbandonare il paese.[139] Dal 2004 al 2009 si sono registrati circa 65 attentati a chiese cristiane:[140] quello realizzato nel 2010 nella chiesa della Nostra Signora della Salvezza, a Baghdad, ha provocato da solo oltre 50 morti[141]. Nel 2014 Mark Arabo, un leader cristiano, denuncia alla CNN la fine della cristianità a Mosul ad opera dell'Isis, dichiarando che i terroristi musulmani uccidono sistematicamente le famiglie cristiane, decapitano i bambini e ne espongono le teste in un parco issate su dei bastoni[142].  Tra il 6 e il 7 agosto 2014 in Iraq, sono stati cacciati  cristiani dalla Piana di Ninive:, torturati e cacciati  per mano degli jihadisti dell’Isis che stavano costituendo lo Stato Islamico nel cuore del Medio Oriente.Le varie città oggi nel 2025 nella Piana di Ninive sono sotto il  controllo di gruppi armati jihadistima le molestie e intimidazioni continuano[143].
- Israele: nel 2023 a dei cristiani palestinesi non è stato permesso di entrare a Gerusalemme nella Domenica delle palme.[144] Il 7 luglio 2025 diversi coloni hanno appiccato un incendio nei pressi del cimitero della città e della chiesa di San Giorgio, risalente al V secolo, e nella notte tra il 27 e il 28 luglio 2025 alcuni coloni hanno incendiato auto e imbrattando i muri con messaggi di odio vicino a Ramallah, nel villaggio di Taybeh, .[144][145]
- Maldive: l'Atto di Unità Religiosa, proclamato nel 1994, vieta la promozione di ogni religione diversa dall'Islam o di ogni opinione che sia in disaccordo con quella degli esperti islamici. Nel 2011 le autorità hanno espulso un'insegnante accusata di diffondere il Cristianesimo, dato il ritrovamento di una Bibbia nella sua casa.[146] Il 10 dicembre 2011 alcuni manifestanti riuniti per chiedere la libertà di religione nelle Maldive furono attaccati con dei lanci di sassi e minacciati di morte[147]. Nel 1998 sono stati espulsi tutti gli stranieri coinvolti in attività missionarie, la  pratica di fede è tollerata solo in forma  privata e individuale. Ill bengalese Jathish Biswas, dirigente di un’organizzazione con fini sociali è stato fermato detenuto e espulso all’aeroporto della capitale Malé per avere con sé libri di tema cristiano nella lingua locale. [148]
- Nepal: è uno dei 50 stati in cui i cristiani sono più perseguitati. Oltre l’81% della popolazione è di fede indù. I cristiani sono meno dell’1,5% e sono trattati come cittadini di seconda classe. Ad esempio, in alcune regioni sono stati esclusi dagli aiuti statali anti COVID-19. Come l’India, il paese ha adottato una legge anti conversione che, di fatto, sotto l’influenza degli integralisti indù, viene applicata per colpire i cristiani. Il 14 settembre 2021, con l’accusa di proselitismo e attività di conversione al Cristianesimo, sono state arrestate e richiuse in carcere due suore coreane della congregazione di San Paolo di Chartres, suor Gemma Lucia Kim e suor Martha Park, che gestivano Happy Home, un centro di formazione per 120 bambini di una baraccopoli[149]. La richiesta di libertà su cauzione avanzata dalla Chiesa locale non è stata accolta. Monsignor Paul Simick, vicario apostolico del Nepal, in un comunicato pervenuto alla fondazione Aiuto alla Chiesa che soffre, ha affermato che “Le accuse di conversione sono del tutto infondate e ingiuste. Quanto sta avvenendo rivela non solo l’intolleranza verso le nostre missionarie, ma anche una totale ignoranza verso le necessità dei più poveri”. Il 24 agosto 2024, Hindu Samrat Sena, un gruppo estremista indù nepalese, ha interrotto una funzione cristiana nel distretto di Dhanusa, nella provincia di Madhesh, scattando foto e pubblicando notizie contro i cristiani.[150]
- Pakistan: la legge contro la blasfemia viene utilizzata come strumento di pressione: la semplice professione di fede cristiana può diventare bestemmia punibile con la pena di morte. In generale, i membri delle minoranze religiose soffrono nel paese di abusi crescenti che riguardano omicidi, sequestri e intimidazioni. Le manifestazioni di intolleranza, anche violenta, sono numerose: nel 2010 a Gorja, nel Punjab, una folla di mille persone ha attaccato un quartiere cristiano, bruciando vive sei persone, tra le quali un bambino.[151] Nello stesso anno la condanna a morte per blasfemia di una donna cristiana, Asia Bibi, ha sollevato ampie proteste internazionali. L'Asian Human Rights Commission ha inoltre denunciato la diffusione ormai allarmante raggiunto dalla pratica del sequestro e dello stupro di donne per forzarne la conversione all'islam: il fenomeno si estende e si allarga anche per l'atteggiamento delle forze di polizia, che si schierano a fianco dei gruppi islamisti e trattano le minoranze religiose come "forme inferiori di vita"[152]. La pressione e la discriminazione in atto contro i cristiani sono confermate anche da un recente provvedimento dell'Autorità per le Telecomunicazioni, che ha imposto alle società di telefonia mobile di bloccare ogni SMS contenente la parola "Gesù Cristo". Contro il divieto ha protestato P. John Shakir Nadeem, della locale Conferenza Episcopale, che ha affermato: "Se il divieto venisse confermato, sarebbe davvero una pagina nera per il paese, un ulteriore atto di discriminazione verso i cristiani e una aperta violazione della Costituzione del Pakistan"[153]. Suleman Masih, cristiano di 24 anni, è stato aggredito il 29 dicembre 2024 a Kot Saadullah, Rahawali,  Gujranwala.Le autorità non si sono attivate. Il 25 marzo 2025 nei pressi dell'autostrada che attraversa il Punjab, tre criminali hanno aggredito una coppia di coniugi cristiani. Dopo che hanno scoperto l’identità cristiana dei due, hanno iniziato a usare un linguaggio offensivo stuprando la donna.[154][155]
- Siria: nel 2011 con lo scoppio della guerra civile in Siria sono iniziate violente persecuzioni contro le comunità cristiane delle regioni sotto il controllo degli insorti[156]. Nel 2022, Un contingente del Daesh assalta un carcere e nei combattimenti rimangono uccise 270 persone. Nel dicembre 2024, sotto il controllo di Hts a Idlib, al clero cristiano non è consentito uscire con abiti che li rendano riconoscibili come preti o pastori. Le croci sono state rimosse dagli edifici ecclesiastici” [157][158]. Attacco nel 2025 contro la chiesa di Mar Elias. Il kamikaze prima spara e poi si fa saltare in aria.[159]
- Turchia: il 5 febbraio 2006 viene assassinato a Trebisonda, don Andrea Santoro; il 16 dicembre 2007, padre Adriano Franchini, cappuccino italiano da 27 anni in Turchia, viene accoltellato a Smirne da un diciannovenne; il 3 giugno 2010 il monsignor Luigi Padovese, vicario apostolico dell'Anatolia, viene assassinato nella sua abitazione ad Iskenderun (la greca Alessandretta) dal suo autista, il ventisettenne Murat Altun. Il 25 dicembre 2010 la messa di Natale celebrata nei villaggi di Rizokarpaso e Ayia Triada per i trecento cristiani residenti nella Repubblica Turca di Cipro del Nord viene interrotta con l'uso della forza dalle autorità locali. Il Parlamento europeo ha condannato l'episodio ma non è seguito alcun altro provvedimento[74][160]. I cristiani turchi protestanti di origine musulmana non hanno alcuna struttura e devono formare i loro pastori all'estero. La Turchia si rifiuta di consentire loro di gestire le proprie chiese e di condividere liberamente la propria fede. Ha  convertito molte chiese e monasteri storici in moschee, stalle,mense,case private e altro.[161]
- Vietnam: tutti i gruppi religiosi devono essere registrati presso il governo. Nel 2010-2011 i cristiani che vivevano nelle montagne centrali e frequentavano chiese non registrate sono stati vittime di un'ondata di violenze, arresti e intimidazioni.[162]. L'11 agosto 2025 a Binh Khang, situata nel distretto di Dai Tu nel nord-est del Vietnam, le autorità del villaggio hanno tagliato l'elettricità e poi hanno arrestato tre membri della chiesa senza dare nessuna spiegazione[163].
- . Palestina: Il 25 aprile 2019, gli abitanti del villaggio cristiano di Jifna, vicino a Ramallah, hanno chiesto all’Autorità palestinese di proteggerli senza che essa abbia fatto nulla.[164]

### Europa
Nei vari Stati che costituiscono l'Europa non ci sono legislazioni repressive o persecutorie vere e proprie contro i cristiani o le altre religioni, come l'Islam o l'Induismo (in diffusione crescente in seguito alle sempre più crescenti correnti migratorie) tuttavia si verificano sempre più spesso atti di cristianofobia, profanazione di tombe, intolleranza fino alla distruzione, spesso per incendio "doloso" di chiese cristiane in Francia, Germania, Gran Bretagna e altri paesi.
- Unione europea: il rapporto pubblicato dall'Osservatorio sull'intolleranza e sulla discriminazione contro i cristiani in Europa (OIDCE in acronimo inglese), organizzazione non governativa con sede a Vienna e membro della Piattaforma dei diritti fondamentali dell'Agenzia europea dei diritti fondamentali, segnala come nel Vecchio Continente i casi di intolleranza e di discriminazione nei confronti dei cristiani siano in aumento. Diversi i casi riportati nei vari paesi membri in cui la negazione dei pari diritti e l'emarginazione sociale dei cristiani è stata evidenziata.[166] Nel rapporto  dell’Osservatorio sull’intolleranza e discriminazione contro i cristiani in Europa 2024  (OIDAC) ha documentato 2.444 episodi di crimini d’odio e discriminazioni contro i cristiani in 35 paesi europei tra il 2023 e il 2024. Di questi, quasi 1.000 sono avvenuti in Francia, rendendola il paese più colpito.[167][168]
- Svezia: Nel 2015 a Göteborg, città in cui è forte il reclutamento jihādista, case e negozi dei cristiani assiri sono state marchiate con la "N" di Nazareno, nello stile dell'Isis, e imbrattate con frasi di minaccia quali "convertitevi o morirete".Secondo un’inchiesta dell’ONG Open Doors, su 123 rifugiati cristiani intervistati in Svezia, tutti dichiarano di aver subito delle violenze a causa della lore fede cristiana. Ci sono stati 512 casi di discriminazioni. Nel 2021 bombe Molotov contro le chiese e  crescono i crimini contro i luoghi religiosi. In soli sei anni 829 assalti contro i cristiani.[169][170][171]
- Ucraina: durante il conflitto russo-ucraino, nei territori controllati dai separatisti si sono registrate forti violazioni della libertà religiosa.[172][173]

- Germania: attacchi contro rifugiati di religione cristiana[174]. Da Febbraio a Marzo 2023 è stato appiccato il fuoco dolosamente alla Kreuzerhöhungskirche di Wissen. L’11 marzo è stata saccheggiata una chiesa e insultati i fedeli nel quartiere Laim di Monaco. Ancora a metà marzo l’edificio della parrocchia Sant’Egidio a Leimen nel Baden-Württemberg è stato scassinato.[175]
- Spagna:Nel 2023 assalti alle chiese in Andalusia  al  Convento Virgen de las Flores a Malaga e nella cappella dell'Ospedale Puerto Real a Cadice. Il 25 gennaio 2023, ad Algeciras un  uomo di 25 anni, è entrato in due chiese cattoliche, ha distrutto l’altare in una di esse, ha ucciso con un machete il sacrestano e ha ferito gravemente il sacerdote con altri quattro partecipanti  alla messa.[176][177].

### America
- U.S.A.: nel 2022 chiesa  rasa al suolo da un incendio doloso in West Virginia, statue imbrattate a New Orleans e attacchi contro i  cristiani contrari all'aborto [178][179].
- Nicaragua: Con Ortega al potere incarcerazioni di vescovi e seminaristi, interruzione dei rapporti diplomatici con la Santa Sede, divieto di ogni tipo di manifestazione pubblica di fede. Nel 2025 il regime ha  stabilito che i sacerdoti che “intendono” celebrare la Messa debbano dichiararlo alla polizia[180].

## Letteratura
Alcune celebri opere letterarie che rievocano episodi di persecuzione dei cristiani:
- Quo vadis?, di Henryk Sienkiewicz, sulla persecuzione dei Cristiani attuata da Nerone.
- Dialoghi delle carmelitane, di Georges Bernanos, sulla Rivoluzione francese.
- Il potere e la gloria, di Graham Greene, sulla persecuzione messicana.